# Сечево
Сечево је насељено место у Босни и Херцеговини у општини Травник. Административно припада Федерацији Босне и Херцеговине, односно њеном Средњобосанском кантону. Према попису становништва из 2013. у насељу је било 177 становника, а већинску популацију чинили су Хрвати и Бошњаци.

## Становништво
По последњем службеном попису становништва из 2013. године у овом насељу живело је 177 становника, а село је било етнички хетерогено са мешовитом хрватско-бошњачком популацијом.
| Националност | 2013. | 1991.        | 1981.        | 1971.        |
| Бошњаци      | —     | 132 (39,64%) | 133 (41,96%) | 151 (33,41%) |
| Хрвати       | —     | 200 (60,06%) | 183 (57,73%) | 291 (64,38%) |
| Срби         | —     | 0            | 0            | 10 (2,21%)   |
| Југословени  | —     | 0            | 1 (0,31%)    | 0            |
| остали       | —     | 1 (0,30%)    | 0            | 0            |
| Укупно       | 177   | 333          | 317          | 452          |